# Meise
Meise este o comună în provincia Brabantul Flamand, în Flandra, una dintre cele trei regiuni ale Belgiei. Comuna este limitrofă cu Regiunea Capitalei Bruxelles, fiind situată în partea de vest a acesteia și este formată din localitățile Meise și Wolvertem. Suprafața totală este de 34,82 km². Comuna Meise este situată în zona flamandă vorbitoare de limba neerlandeză a Belgiei. La 1 ianuarie 2008 comuna avea o populație totală de 18.466 locuitori. 

## Localități înfrățite
- Țările de Jos: Waalre